# Kultur
Ordet kultur kommer af det latinske ord "cultura", der betyder "dyrkning". I modsætning hertil er ordet natur, som kommer af det latinske ord "natura", der betyder "fødsel". Det vil sige: Natur er det medfødte, mens kultur er det dyrkede, det tillærte. I sin enkleste form kommer denne begrebslige modsætning til udtryk i forskellen mellem naturfolk og kulturfolk, hvor det er tilstedeværelsen af landbrug (jorddyrkning), der adskiller kulturfolk fra naturfolk. Den oprindelige betydning af ordet "kultur" forekommer f.eks. i ordet bakteriekultur.
I en videre forstand er kulturbegrebet stort set synonymt med dannelsesbegrebet og dækker over menneskers åndelige udtryk. Begrebet kultur dækker således forskellige kunstarter som litteratur, teaterkunst, billedkunst, musik og lignende. Det dækker endvidere sprog, religion, lovgivning, teknologi og levevis i det hele taget.
I almindeligt sprog står kultur ofte for raffinement med hensyn til manerer og opførsel.

## Kulturen i en gruppe
Kultur kan forstås som kulturen i bestemt gruppe eller i et bestemt samfund. Eksempler på denne brug af begrebet er betegnelser som "den danske kultur", "folkekulturen i Himmerland", "storbykulturen" "ungdomskulturen" og "virksomhedskulturen i Mærsk". Man kan tilhøre flere kulturer på én gang, da man kan tilhøre flere grupper på én gang.
En kultur kan analyseres efter følgende "løgmodel", der stammer fra den hollandske kulturforsker og socialpsykolog Geert Hofstede (1928-2020).
Ifølge denne model består en kultur af fire lag – værdier, ritualer, helte og symboler. Alle disse lag er med til at definere en speciel kultur.
Værdier er kernen i en kultur. Her findes kulturens grundlæggende overbevisninger, som for det meste forbliver de samme, selvom de kan blive forældede. Det kan f.eks. være en værdi som Gudsfrygt eller en værdi som hårdt arbejde. Værdierne er det lag i kulturen, som det er sværest at få øje på. De er det usynlige grundlag for hele kulturen. Samtidig er de det lag, som det er sværest at ændre på.
Ritualer er skikke og praksisser, der udvikler sig gradvist. Dette lag er lidt lettere at ændre på. Et ritual kan f.eks. være en bestemt måde at hilse på eller en bestemt gudstjenesteform.
Helte er indflydelsesrige figurer, muligvis fiktive, der former kulturelle fortællinger. I den danske kultur kan det være N.F.S. Grundtvig; i den amerikanske kultur kan det være George Washington.
Symboler er repræsenteret af mærker eller billeder, f.eks. flag, klædedragt eller frisure. Symboler er det lag, som er lettest at ændre på, og som er lettest påvirkelig over for modeskift.

## Det etnografiske kulturbegreb
Inden for etnografi, antropologi og kulturgeografi anvendes det fremherskende erhverv i en given gruppe til at betegne kulturen i denne gruppe. Indtil 2. verdenskrig (men også senere) skelnede man mellem:
- Jægere, (fiskere) og samlere
- Højere (specialiserede) jægersamfund
- Nomadesamfund
- Halvagerbrug med jagt
- Helagerbrug uden plov
- Helagerbrug med plov
- Industrisamfund

Kulturbegrebet anvendes tillige til at betegne et givet områdes livsform, f.eks. i betegnelsen "polynesisk kultur".

## Det arkæologiske kulturbegreb
Arkæologien har lånt det etnografiske kulturbegreb og anvender grupperne til at beskrive et givet forhistorisk samfunds overordnede indretning. Arkæologien anvender tillige kulturbegrebet til at betegne en i tid og rum udbredt levevis, f.eks. i betegnelserne hellenistisk kultur, Kurgankulturen og Ertebøllekulturen.
Det arkæologiske kulturbegreb opstod sammen med den moderne arkæologi i midten af 1800-tallet. Da man gik over til at danne sig billedet af fortidens levevis på grundlag af jordfund af genstande, beboelseslevn, grave og knogler, var det naturligt at knytte en betegnelse til sådanne iagttagne fund for derved at kunne henvise til dem, når nye lignende fund blev gjort.
Den første arkæologiske skelnen blev indført af den danske museumsmand Christian Jürgensen Thomsen (1788-1865), der opdelte genstande efter deres materialegrundlag i henholdsvis stenalder, bronzealder, og jernalder. Snart viste det sig, at denne opdeling ikke var tilstrækkelig til at adskille ulige udformninger af den samme slags genstande, og behovet for yderligere inddelinger blev snart klart.
En af de tidligste underinddelinger var "den uslebne stenalder" (nu almindeligvis benævnt som jægerstenalder) og "den slebne stenalder" (nu almindeligvis benævnt som bondestenalder). Der skelnedes mellem et ældre og et yngre kulturtrin. Således skelnes der endnu i dag mellem ældre bronzealder og yngre bronzealder.
I begyndelsen var antallet af sådanne betegnelser mangfoldige, og flere betegnelser kunne anvendes side om side om den samme kultur. Endnu i dag anvendes betegnelserne stridsøksekultur og enkeltgravskultur om samme kultur. Det var ofte genstandene, der betegnede kulturen og kulturtrinnet (f.eks i betegnelsen "stridsøksekultur"). Det kunne dog også være gravformerne, der gjorde det (f.eks. i betegnelserne "enkeltgravskultur" og "hellekistetid". Med tiden gik man dog over til så vidt muligt at bruge stedbetegnelser for at beskrive de ulige materielle kulturer.
Til trods for, at denne kulturinddeling allerede udvikledes i løbet af 1800-tallet, var det først i begyndelsen af 1900-tallet, at arkæologerne for alvor begyndte at formulere principperne bag den anvendte fremgangsmåde. Det var i første række den australske arkæolog Vere Gordon Childe (1892-1957), der konstaterede, at bestemte materielle fund af våben, smykker, fartøjer, begravelsesritualer og bygningsformer atter og atter blev fundet i de samme sammenhænge.
Det fik den tyske arkæolog Gustaf Kossinna (1858-1931) til at mene, at han kunne opstille en entydig forbindelse mellem en arkæologisk kulturprovins, en etnisk gruppe og en sproglig enhed. Skønt dette i mange tilfælde kan have sin rigtighed, er det vigtigt at være opmærksom på de forbindelser, der kan være med andre kultursamfund. Disse forbindelser kan foranledige, at redskaber, byggeskik eller begravelsesmåde spredes som handelsvarer, gaver, medgift, krigsbytte eller besøgsindtryk. Det er ikke kun enkeltgenstande, der definerer en kultur, men den samlede levemåde.
Et andet område, hvor arkæologerne med tiden har ændret holdning, er forklaringerne på, at nye kulturer afløser gamle. Tidligere mente man, at sådanne kulturskift måtte forklares ved folkevandringer, hvor den tidligere kultur eller livsform blev fortrængt eller undertrykt. I nyere tid ser man dog oftere sådanne kulturskifter forklaret ved, at nye ideer eller teknikker har spredt sig fra et samfund til et andet. Samtidig formodes det, at egentlige folkevandringer har været få, små og ubetydelige.
Endnu i dag er der mange kulturskifter, hvor arkæologerne ikke kan blive enige om betydningen af folkevandringer. Blandt de mest omstridte emner er spørgsmålet om stridsøksefolkets mulige indvandring til Vesteuropa fra sletterne nord for Sortehavet.
Et andet nyt træk i arkæologien er, at man i mindre grad bruger udtrykket "kultur" og i stedet taler om "teknokomplekser" (engelsk: Techno-Complex, en forkortelse for Technology-Complexes). Derved understreger man, at man alene betegner genstandskulturen, men ikke nødvendigvis den livsform eller den befolkning, der har skabt den.

## Et citat
"Når jeg hører ordet 'kultur', spænder jeg hanen på min pistol."
Dette berømte citat er fejlagtigt blevet tillagt både chefen for Hitlerjugend Baldur von Schirach, den tyske propagandaminister Goebbels og rigsmarskal Hermann Göring i nazitidens Tyskland. Citatet kan føres tilbage til skuespillet Schlageter (fra 1933) af den tyske nazistiske dramatiker Hanns Johst.
Forbilledet for den kulturfjendtlighed, der ligger i dette citat, har nogle set hos den tyske filosof Friedrich Nietzsche, hvis lovprisning af det før-kulturelle menneske kan have været en inspiration for den nazistiske ideologi. Det var dog ikke Nietzsches mening at lovprise en totalitær statsmagt.